# Twarda spacja
Twarda spacja (ang. hard space) – znak spacji wyglądający na ekranie tak samo jak zwykła spacja, lecz niepozwalający przełamywać wiersza tekstu w danym miejscu. Znak ten jest stosowany tam, gdzie konieczne jest utrzymanie w jednym wierszu dwóch ciągów znaków rozdzielonych spacją. Można za jego pomocą wymusić, aby jednoliterowe przyimki i spójniki nie pozostawały na samym końcu wiersza, co w języku polskim jest uważane za niezręczność typograficzną.
Twarda spacja ma stałą szerokość, równą nominalnej szerokości zwykłej spacji, przez co nie bierze udziału w procesie justowania tekstu (czyli „dociągania” go do obu marginesów łamu). Właściwości justujące ma natomiast spacja niełamiąca.
Spacja twarda jest znakiem pochodzącym zazwyczaj z systemu operacyjnego (zarówno w przypadku przestarzałych stron kodowych, jak i obecnie w unikodzie), podczas gdy spacja niełamiąca (rozwiązanie informatyczne wprowadzone później) występuje jako wewnętrzna funkcja w zaawansowanych programach do składu tekstu.
Wszędzie tam, gdzie jest możliwy dostęp do spacji niełamiącej, spacja twarda (jako spacja niejustująca) ma zastosowanie marginalne.
W encjach HTML 4.0 istnieją cztery encje spacji: cienkiej (&thinsp;), twardej (&nbsp;), półfiretowej (&ensp;) i firetowej (&emsp;).
Tylko encja twardej spacji ma właściwość nieprzełamywania tekstu.
| Kontekst                                                   | Reprezentacja |
| Systemy operacyjne                                         | Systemy operacyjne |
| ---------------------------------------------------------- | --- |
| Windows                                                    | lewy Alt + 0160 lub lewy Alt + 255 (z klawiatury numerycznej) |
| macOS                                                      | ⌥ Option + Spacja |
| Linux                                                      | prawy Alt + Spacja |
| Edytory                                                    | |
| AbiWord                                                    | Ctrl + ⇧ Shift + Spacja |
| Apache OpenOffice                                          | Ctrl + ⇧ Shift + Spacja |
| LibreOffice                                                | Ctrl + ⇧ Shift + Spacja |
| Microsoft Word                                             | Ctrl + ⇧ Shift + Spacja |
| Open Office (od wersji 3.0)                                | Ctrl + ⇧ Shift + Spacja |
| Adobe InDesign                                             | Istniała pod tą nazwą do wersji 4.0 (CS2). Od w wersji 5.0 (CS3) występuje jako „spacja twarda (stała szerokość)” i straciła skrót i dotychczasową nazwę, które przejęła spacja niełamiąca. |
| Vim                                                        | Ctrl + K, N, S |
| WordPerfect                                                | Ctrl + Spacja |
| Open Office (do wersji 3.0)                                | Ctrl + Spacja |
| Google Docs                                                | lewy Alt + 0160 lub lewy Alt + 255 (z klawiatury numerycznej) |
| Kodowania znaków                                           | |
| EBCDIC                                                     | 65 (x41) |
| ISO 8859                                                   | 160 (xA0) |
| Unikod                                                     | 160 (xA0) |
| KOI8-R                                                     | 154 (x9A) |
| Języki znaczników                                          | |
| HTML                                                       | &nbsp; |
| W TeX-u i LaTeX-u jest to spacja niełamiąca typu miękkiego | ~ |